# Michaela Mann
Michaela Susan Mann (Vancouver, Canadá diciembre de 1982) es una actriz canadiense, y es un miembro de la UBCP.

## Carrera
La carrera de Michaela comenzó en la televisión en 2002 con apariciones en The Chris Isaak Show, Da Vinci's Inquest y The L Word. Estos fueron seguidos por papeles recurrentes en varias series incluyendo, Alienated, Dante's Cove, Smallville y Whistler. Michaela también ha tenido papeles en varios largometrajes como Carrie, White Noise 2 y Terminación Point. 
El papel más reciente de Michaela es de Marlene. en la película del 2014 Rampage: Capital Punishment

## Filmografía
| Año  | Título                         | Rol             | Notas                                                    |
| ---- | ------------------------------ | --------------- | -------------------------------------------------------- |
| 2002 | The Chris Isaak Show           | Mujer #2        | Episodio: "Charity Begins at Home"                       |
| 2002 | Heart of America               | Slow White      |                                                          |
| 2002 | The Dead Zone                  | Charlotte       | Episodio: "Destiny"                                      |
| 2002 | Carrie                         | Estelle Horan   |                                                          |
| 2003 | Da Vinci's Inquest             | Adicta #2       | Episodio: "Thanks for the Toaster Oven"                  |
| 2004 | Truth and Betrayal             | Niki            |                                                          |
| 2004 | The L Word                     | China           | Episodio: "Liberally"                                    |
| 2004 | Alienated                      | Charlie Delgado | 5 episodios                                              |
| 2004 | Life As We Know It             | Emma            | Episodio: "Pilot Junior" Episodio: "The Best Laid Plans" |
| 2005 | Dante's Cove                   | Chrissy         | Episodio: "In the Beginning"                             |
| 2005 | Smallville                     | Lisa Mason      | Episodio: "Forever"                                      |
| 2006 | Smallville                     | Ally            | Episodio: "Void"                                         |
| 2006 | Whistler                       | Isabelle        | 5 episodios                                              |
| 2007 | Termination Point              | Melanie         |                                                          |
| 2007 | White Noise: The Light         | Camarera        |                                                          |
| 2007 | Postal                         | Jenny           |                                                          |
| 2008 | Poison Ivy: The Secret Society | Monique         |                                                          |
| 2008 | One Week                       | Camarera        |                                                          |
| 2009 | Dancing Trees                  | Hilary          |                                                          |
| 2009 | Rampage                        | Camarera        |                                                          |
| 2010 | Supernatural                   | Amiga de Alice  | Episodio: "My Bloody Valentine"                          |
| 2010 | Dear Mr. Gacy                  | Autumn          |                                                          |
| 2011 | In the Name of the King 2      | Mujer Joven     |                                                          |
| 2013 | Assault on Wall Street         | Myra            |                                                          |
| 2014 | Rampage: Capital Punishment    | Marlene         |                                                          |

- Datos: Q6835607